# Breed (Wisconsin)
Breed – miasto w Stanach Zjednoczonych, w stanie Wisconsin, w hrabstwie Oconto.

## Historia
Nazwa miasta pochodzi od pierwszego poczmistrza George'a M. Breeda. Poczta o nazwie Breed została założona w 1888 roku i działała do czasu jej likwidacji w 1966 roku.